# 永修站
永修站，位于中华人民共和国江西省九江市永修县涂埠镇，是京九铁路、昌九城际铁路上的火车站，建于1984年，由南昌铁路局九江车务段管辖。

## 車站周邊
- 永修县林业局
- 永修县森林公安局
- 永修县水务局
- 修河国家湿地公园
- 白莲公园
- 永修宾馆
- 永修县农业局
- 永修县劳动就业服务局
- 江西银行永修支行
- 永修县科技局
- 中国建设银行永修支行
- 永修县文化馆
- 永修县城市管理局
- 永修县招商局
- 中国银行永修支行
- 永修县卫生局
- 永修县第三中学
- 永修一中
- 中国工商银行永修支行
- 中国农业银行永修支行
- 新城小学
- 永修县革命烈士纪念塔

## 歷史
- 建于1984年。

## 外部連結
- 中国铁路客户服务中心 （页面存档备份，存于）